# Classica et mediaevalia
Classica et Mediaevalia er et dansk videnskabeligt tidsskrift, som beskæftiger sig med antikkens og middelalderens historie, sprog og litteratur samt den klassiske traditions betydning som en del af den europæiske kulturarv. Tidsskriftet udkom første gang i 1938 og det seneste bind er årgang 67, 2019. Classica et Mediaevalia trykker bidrag på engelsk, tysk og fransk, og cirka 1/4 af forfatterne er danskere. Indtil 2006 var undertitlen Revue danoise de philologie et d'histoire men siden 2007 bærer tidsskriftet den engelske undertitel Danish journal of philology and history. Fra og med 2019 udkommer tidsskriftet elektronisk på tidsskrift.dk. 
De nuværende redaktører er Thomas Heine Nielsen og Christian Ammitzbøll Thomsen, Københavns Universitet. Tidligere redaktører er blandt andre William Norvin, Franz Blatt, Otto Steen Due, Ole Thomsen, Tønnes Bekker-Nielsen og George Hinge.